# Droga krajowa B230 (Niemcy)
Droga krajowa 230 (niem. Bundesstraße 230, B 230) – niemiecka droga krajowa przebiegająca  z zachodu na wschód w dwóch częściach.
Pierwsza część łączy holenderską drogę krajową N280 z autostradą A52 i dalej przebiega przez miejscowości Elmpt i Niederkrüchten gdzie krzyżuje się z drogą B221.
Druga łączy autostradę A61 od węzła Mönchengladbach-Nordpark przez Mönchengladbach i przedmieścia Neuss z autostradą A46 na węźle Neuss-Holzheim w Nadrenii Północnej-Westfalii.

## Plany
12 lutego 2007 podjęto decyzje o rozbudowie autostrady A52 do granicy z Holandią co będzie oznaczać zmiany w przebiegu pierwszego odcinka drogi.